# Jiří Crha
Jiří Crha (né le 13 avril 1950 à Pardubice en Tchécoslovaquie) est un joueur de hockey sur glace professionnel qui joua au poste de gardien de but dans la Ligue nationale de hockey pour les Maple Leafs de Toronto, de même que dans le Championnat de Tchécoslovaquie de hockey sur glace avec le HC Dukla Jihlava et le TJ Tesla Pardubice, puis dans le Championnat d'Allemagne de hockey sur glace avec le SV Bayreuth et le EHC Freiburg.

## Carrière
Crha passa dix saisons couronnées de succès dans le championnat tchécoslovaque avant de traverser l'Atlantique pour aller jouer pour les Maple Leafs, qui l'avaient embauché comme agent libre le 4 février 1980. Après sept matches joués dans les ligues mineures, Crha est rappelé dans la LNH. Celui qu'on surnommait "George" prit part à 15 matches cette saison-là avec les Leafs, en remportant 8 et impressionnant les dirigeants de l'équipe à un point tel qu'ils se départirent de leur gardien numéro un, Mike Palmateer, en le cédant aux Capitals de Washington afin d'accorder à Crha le poste de gardien partant. Il prit part à 54 matches en 1980-1981, s'assurant une respectable fiche de 20-20-11, et ce bien que les Leafs aient fini la saison avec une fiche de neuf parties sous la barre des .500.
Malgré son succès chez des Leafs qui n'en connaissant pas, Crha ne jouera par la suite que trois matches en Amérique du Nord, tous dans les mineures ; il repartit pour l'Europe en 1983 pour passer 8 saisons en Allemagne avant d'accrocher ses patins en 1991. 
Il devint agent de joueurs à la suite de sa retraite, sa clientèle étant ses compatriotes tchèques.